# Karel Anhaltsko-Zerbstský
Karel Anhaltsko-Zerbstský (16. října 1652, Zerbst – 3. listopadu 1718, Zerbst) byl německý princ z rodu Askánců a vládce anhaltsko-zerbstského knížectví.

## Život
Karel se narodil jako třetí (ale nejstarší přeživší) syn knížete Jana VI. Anhaltsko-Zerbstského a jeho manželky Žofie Augusty Holštýnsko-Gottorpské. Jeho dva starší bratři zemřeli ještě před jeho narozením.
Karel se stal anhaltsko-zerbstským knížetem po smrti svého otce v roce 1667, když mu bylo patnáct let. Během jeho nezletilosti, která trvala do roku 1674, vládla jeho matka Žofie Augusta jako regentka.
Karel nařídil stavbu zámku Zerbst, který učinil svou oficiální residencí, a kostela St. Trinitatis v Zerbstu. Také žil mnoho let v Jeveru.
Kníže Karel zemřel 3. listopadu 1718 ve věku 66 let v rodném Zerbstu. Jeho nástupcem se stal jeho prvorozený syn Jan August.

## Manželství a potomci
Třiadvacetiletý kníže se 18. června 1676 v Halle oženil s o dva roky mladší Žofií, dcerou vévody Augusta Sasko-Weissenfelského. Manželé spolu měli tři děti:
- 1. Jan August Anhaltsko-Zerbstský (29. 7. 1677 Zerbst – 7. 11. 1742 tamtéž), kníže anhaltsko-zerbstský od roku 1718 až do své smrti
  - I. ⚭ 1702 Frederika Sasko-Gothajsko-Altenburská (24. 3. 1675 Gotha – 28. 5. 1709 Karlovy Vary)
  - II. ⚭ 1715 Hedvika Frederika Württembersko-Weiltingenská (18. 10. 1691 Weiltingen – 14. 8. 1752 Zerbst)
- 2. Karel Fridrich Anhaltsko-Zerbstský (2. 7. 1678 Zerbst – 1. 9. 1693 tamtéž)
- 3. Magdalena Augusta Anhaltsko-Zerbstská (13. 10. 1679 – 11. 10. 1740)
  - ⚭ 1696 Fridrich II. Sasko-Gothajsko-Altenburský (28. 7. 1676 Gotha – 23. 3. 1732 Altenburg), od roku 1691 až do své smrti vévoda sasko-gothajsko-altenburský